# Japonsko otočje
Japonsko otočje (japonsko 日本列島, Nihon Retto) je skupina otokov, ki tvori državo Japonsko. Razteza se v smeri severovzhod-jugozahod ob vzhodni obali Evrazije v Tihem oceanu. Sestavljajo ga otoki iz Sahalinskega otoškega loka in Severovzhodnega japonskega loka.

## Terminologija
Izraz »celinska Japonska« se uporablja za razlikovanje velikih otokov japonskega arhipelaga od oddaljenih, manjših otokov; nanaša se na glavne otoke Hokaido, Honšu, Kjušu in Šikoku. Od leta 1943 do konca pacifiške vojne je bila prefektura Karafuto označena kot del celine.
Izraz »domači otoki« je bil uporabljen ob koncu druge svetovne vojne za opredelitev območja, kjer bosta omejeni japonska suverenost in ustavna vladavina njenega cesarja. Izraz se danes pogosto uporablja tudi za razlikovanje otočja od japonskih kolonij in drugih ozemelj.

## Geografija
Otočje sestavlja 6852 otokov (definicija otoka obseg nad 100 metrov), od katerih je 430 poseljenih. Pet glavnih otokov od severa so Sahalin, Hokaido, Honšu, Šikoku in Kjušu.

### Paleogeografija
- Japonsko otočje, Japonsko morje in okolica v zgodnjem miocenu (23-18 Ma)
- Japonsko otočje, Japonsko morje in okolica v srednjem in poznem miocenu (3,5-2 Ma)
- Japonsko otočje v času zadnjega ledeniškega maksimuma pred 20.000 leti, tanka črna črta predsatvlja današnje kopno (oranžna - poraščeno kopno, bela  neporaščeno kopno, modra - morje)

### Otoki in prefekture
- Sahalin – Drugi največji otok Japonskega otočja in najsevernejši, danes del Rusije (oblast Sahalin)
- Hokaido –Drugi največji otok na Japonskem in najsevernejša prefektura in regija
  - Regija Hokaido

- Honšu – Največji in najbolj naseljen otok, sestavljen iz petih tradicionalnih regij
  - Tohoku sestavlja šest prefektur
  - Kanto sestavlja sedem prefektur
  - Čubu sestavlja devet prefektur
  - Kansai sestavlja sedem prefektur
  - Čugoku sestavlja pet prefektur
- Šikoku - najmanjši in najmanj poseljen otok, sestavljen iz štirih prefektur.
  - Šikoku
- Kjušu - Tretji največji otok na otočju je sestavljen iz osmih prefektur, vključno z Otočjema Rjukju in Okinava
  - Kjušu
- Otočje Rjukju in otočje Okinava

- Otoki Nanpō se raztezajo proti jugovzhodu in jih upravlja Tokijska metropola
- Otočje Rjukju, ki se razteza proti Tajvanu, je pod upravo prefektur Kagošima in Okinava
- Zemljevid reliefa morskega dna, ki prikazuje površinski in podvodni teren ter otoke, kot so Minami-Tori-Šima, Benten-džima, Okinotorišima in Jonaguni.